# یونگسین-دونگ
یونگسین-دونگ (به لاتین: Yongsin-dong) یک منطقهٔ مسکونی در کره جنوبی است که در Dongdaemun District واقع شده‌است.